# Kitty Drew
Kitty Drew (egentligen Nancy Drew) är huvudfiguren i böckerna om deckartjejen Kitty skrivna av en rad olika personer och persongrupper, alla under samma pseudonym: Carolyn Keene.
Böckerna räknas som flickböcker/ungdomsböcker. De första böckerna i serien utkom på 1930-talet i USA, men det dröjde till 1950-talet innan de översattes till svenska. Den första, Kitty som detektiv – klockmysteriet (The Secret Of The Old Clock), kom ut i Sverige 1952. Sju år senare hade ytterligare tretton översättningar utgivits på svenska och antalet växte under de kommande decennierna.
Under 1950-talet utkom också andra översatta amerikanska långserier med kvinnliga detektiver på den svenska bokmarknaden: Cherry Ames av Helen Wells, Conni av Betsy Allen, Mary och Lou av Carolyn Keene och Vicki Barr av Helen Wells. Vid denna tid lanserades även nordiska bokserier där unga kvinnor agerar som detektiver. Det kan antas att denna utgivning var inspirerad av Kitty-böckernas framgångar.

## Figuren
Kitty Drew är i första boken en 16-årig flicka som bor med sin pappa och en hushållerska i de finare kvarteren i en amerikansk småstad. Senare blev Kitty 18 år för att kunna köra bil i alla de nordamerikanska delstaterna. Kitty går inte i skolan, hon har en egen bil och till synes obegränsat med pengar. Detta skapar grunden för en serie där deckaräventyr kan ta hela hjältinnans tid och intresse.
Kittys självständighet kopplas till frånvaron av mamma. Detta gör att det problematiska med modersrollen lyfts ur berättelserna och allt praktiskt sköts av hushållerskan. Kitty kan utvecklas inom ett manligt dominerat område.
Kitty Drew brås på sin far genom sitt klipska intellekt och hon är både modig och godhjärtad. De tidigare böckerna innehåller ofta en arvstvist där hon stödjer dem som är fattigare och mer utsatta. I flera av de senare böckerna får man dessutom lära känna en sportande Kitty. Hon är bra på alla saker hon tar sig för. Hon kan spela tennis, dyka och flyga flygplan.
Kitty beskrivs som en slank och rödblond tjej med gnistrande blå ögon. I en del böcker kallas hennes hårfärg för tizianröd men den har varit rent blond också. Ser man på omslagen så har Kitty haft allt från mörkbrunt till ljusblont. Självklart följer hon modets svängningar i allt från frisyrer och mode till färger och attribut.

## Kittys namn
Kitty heter i USA Nancy Drew. Varför hon fick heta Kitty i Sverige finns det ingen officiell förklaring till. Privat kontakt med B. Wahlströms med frågan om varför romanfiguren bytte namn kunde inte besvaras fullt ut. Teorin på deras kontor var då att Nancy inte var populärt.
Att hon fått byta namn när hon kommer till nya länder är inget unikt för Sverige; i Finland heter hon Paula Drew och i Frankrike heter hon Alice Roy. I Norge fick hon däremot behålla sitt namn, och där gavs den första boken också ut tidigare.

## Andra gestalter i böckerna
- Carson Drew: Kittys far, advokat.
- Georgia "George" Fayne: Kittys kompis, kusin till Bess Marvin
- Elizabeth "Bess" Marvin: Kittys kompis, kusin till George Fayne
- Hanna Gruen: familjen Drews hushållerska, norskt påbrå
- Togo: Kittys hund, foxterrier
- Ned Nickersson: dyker upp för första gången i Kitty och dagboksmysteriet, blir Kittys ständige kavaljer/pojkvän
- Eloise Drew: Kittys Faster, är lärarinna och bor i New York

## Böckerna
I Sverige är Kitty främst känd genom de rödryggade böckerna från B.Wahlströms förlag i en serie som fram till 2010 gavs ut med nya titlar. Även Richters bokförlag har gett ut en del böcker om Kitty. B. Wahlströms har också gett ut titlar i större format, bland annat med spökhistorier.

### Den rödryggade serien från B.Wahlströms bokförlag
Den första Kitty-boken på svenska gavs ut 1952 och heter Kitty som detektiv – klockmysteriet.
I Sverige har den rödryggade serien titlar från olika serier ur den amerikanska utgivningen. En serie där är riktad till äldre läsare och den känner man igen genom att det dyker upp mordfall vilket inte finns med i den äldre ”ursprungsserien” om Kitty.

## Historik om bokserien
De första böckerna skrevs på uppdrag av Edward Stratemeyer. Hans förlag, Stratemeyer Syndicate, gav redan ut böckerna om deckarpojkarna Hardy, och han hade märkt att de böckerna förvisso var pojkböcker men ändå var ganska populära även bland flickor. Därför förstod han att det måste finnas massor av pengar att tjäna om man gav ut en serie flickböcker med en hjältinna som var lika tuff och modig som pojkarna Hardy. (Själv tyckte Stratemeyer egentligen att kvinnor passade bättre hemma vid spisen, men han anade att en serie böcker om en hjältinna som höll sig i köket hela dagarna nog inte skulle bli någon större hit bland unga läsare.) Han anlitade en kvinnlig författare, Mildred Wirt, som fick skriva Kitty-böcker under pseudonymen "Carolyn Keene". Hon fick stränga instruktioner om vad boken skulle ha för stil, handling och längd. Det fanns inte något nämnvärt utrymme för egna visioner. Efter ett antal böcker ersattes Mildred av en annan författare, som skrev nya Kitty-böcker, även hon under namnet "Carolyn Keene". På det viset fick läsarna intrycket av att det rörde sig om en författares vision, fast det egentligen var utbytbara spökskrivare som skrev enligt en mall. Mildred Wirt skrev 23 av de 30 första berättelserna om Kitty Drew.
- Bokserien är i Norge känd som "Frøken Detektiv".

## Skillnader genom tiderna
Det är olika genomgående drag i böckerna baserat på vilket årtionde boken gavs ut.
Brottslingarna i böckerna om Kitty Drew under den period Birgitta Theander undersökt, 1945–1965, beskrivs oftast som ensidigt onda. Det finns inget intresse för deras psykologi eller sociala förhållanden. Kitty är en hjältefigur som fyller rollen som den självskrivna ledaren.
Kitty är en variant av hjälten i St Göran och draken. Under perioden 1945–1965 gavs 26 böcker om Kitty ut och 22 böcker om Cherry Ames. Dessa tillsammans med övriga titlar där hjältinnan räddar någon visar att flickbokens huvudperson framstår som starkare och självständigare än vad flickan som huvudperson är i en traditionell version av St Görans-myten.
1959 reviderades böckerna om Kitty, men även böckerna om Bröderna Hardy. Texterna blev av med stereotyper som gällde både vilka som var fattiga och vilka som var skurkar. I böcker som skrevs före 1959 beskrevs brottslingarna nästan alltid som medborgare "från samhällets lägsta klass, svartmuskiga lodare, påfallande ofta med 'ett sydländskt utseende' — en stereotyp som B.Wahlströms långt ifrån var ensamma om utan som också finns i till exempel Rabén & Sjögrens och Bonniers samtida ungdomsböcker."

## Andra media

### TV-serie
Under 1990-talet visades en tv-serie på svenska TV3 med Kitty och Bröderna Hardy.
2019 hade TV-serien Nancy Drew premiär med Kennedy McMann i rollen som Nancy/Kitty.

### Film
- Kitty blev film 1938 och 1939 med skådespelaren Bonita Granville i rollen som Kitty.[3]
- 2002 kom en film under namnet Nancy Drew (det amerikanska namnet för Kitty). Denna visades på TV1000. (regissör: James Frawley, som Nancy: Maggie Lawson)
- 2007 kom filmen Kitty och Hollywoodmysteriet upp på biograferna i Sverige. (regissör: Andrew Fleming, som Kitty: Emma Roberts).
- 2019 kom filmen Kitty i Spökhuset med Sophia Lillis i huvudrollen. Filmen bygger löst på boken med samma namn.

### Spel
I USA finns det även datorspel som baseras på böckerna.

## Lista över böcker med Kitty Drew

### B. Wahlströms ungdomsböckermed numreringen framför
1. 671-672 Kitty som detektiv — klockmysteriet (Old Clock), 1952
2. 708-709 Kitty i spökhuset (Hidden Staircase) (av Carolyn Keene) 1953, 1965
3. 745-746 Kitty och kidnapparen (Bungalow) (av Carolyn Keene) 1954
4. 768-769 Kitty och diamantstölden (Lilac Inn) (av Carolyn Keene) 1955
5. 788-789 Kitty och hemligheten på ranchen (Shadow Ranch) 1955
6. 809-810 Kitty och hemliga grottan (Red Gate Farm) (av Carolyn Keene) 1956
7. 829-830 Kitty och dagboksmysteriet (Clue in Diary) (av Carolyn Keene) 1956
8. 852-853 Kitty och det mystiska brevet (Mysterious Letter) (av Carolyn Keene) 1957
9. 875-876 Kitty och tornrummets hemlighet (Twisted Candles) (av Carolyn Keene) 1957, 1965, 1968
10. 900-901 Kitty och armbandsmysteriet (Larkspur Lane) 1958
11. 926-927 Kitty och tvillingmysteriet (Broken Locket) (av Carolyn Keene) 1958
12. 950-951 Kitty och ekens hemlighet (Hollow Oak) (av Carolyn Keene) 1959
13. 971-972 Kitty och försvunna bevisen (Whispering Statue) (av Carolyn Keene) 1959
14. 973-974 Kitty och den heliga elefanten (Ivory Charm) (av Carolyn Keene) 1959
15. 998-999 Kitty och ruinens hemlighet (Haunted Bridge) (av Carolyn Keene) 1960
16. 1019-20 Kitty och det falska testamentet (Tapping Heels) (av Carolyn Keene) 1960
17. 1047-48 Kitty och koffertens hemlighet (Brass Bound Trunk) (av Carolyn Keene) 1960, 1968
18. 1072-73 Kitty i det öde huset (Moss-Covered Mansion) (av Carolyn Keene) 1961
19. 1097-98 Kitty och den försvunna skattsökarkartan (Missing Map) (av Carolyn Keene) 1962
20. 1118-19 Kitty och det mystiska juvelskrinet (Jewel Box) (av Carolyn Keene) 1962, 1965
21. 1141-42 Kitty och hemligheten på den gamla vinden (Old Attic) (av Carolyn Keene) 1963
22. 1168-69 Kitty och ekot i grottan (Tolling Bell) (av Carolyn Keene) 1963
23. 1191-92 Kitty och zigenarmysteriet (Old Album) (av Carolyn Keene) 1963
24. 1218-19 Kitty och spöket på Stora Skuggan (Blackwood Hall) (av Carolyn Keene) 1964
25. 1241-42 Kitty och murens hemlighet (Crumbling Wall) (av Carolyn Keene) 1965
26. 1269-70 Kitty och skorstenens hemlighet (Leaning Chimney) (av Carolyn Keene) 1965
27. 1291-92 Kitty och den försvunna galjonsbilden (Wooden Lady) (av Carolyn Keene)
28. 1317-18 Kitty och nyckelmysteriet (Black Keys) (av Carolyn Keene) 1966
29. 1344-45 Kitty och minkmysteriet (Ski Jump) (av Carolyn Keene) 1967
30. 1376-77 Kitty och den maskerade mannen (Velvet Mask) (av Carolyn Keene)
31. 1402-03 Kitty och cirkusmysteriet (Ringmaster's Secret) (av Carolyn Keene) 1968
32. 1434-35 Kitty och de röda skorna (Scarlet Slipper) (av Carolyn Keene) 1968
33. 1458-59 Kitty och häxans tecken (Witch Tree) (av Carolyn Keene)
34. 1488-89 Kitty och fönstermysteriet (Hidden Window) (av Carolyn Keene)
35. 1512-13 Kitty och den mystiska teaterbåten (Haunted Showboat) (av Carolyn Keene)
36. 1541-42 Kitty och vita vålnaden (Golden Pavilion) (av Carolyn Keene)
37. 1565-66 Kitty och spökvagnen (Old Stagecoach) (av Carolyn Keene)
38. 1594-95 Kitty och drakmysteriet (Fire Dragon) (av Carolyn Keene)
39. 1626-27 Kitty och dockans hemlighet (Dancing Puppet) (av Carolyn Keene)
40. 1656-57 Kitty och ödeslottets hemlighet (Moonstone Castle) (av Carolyn Keene)
41. 1685-86 Kitty och smuggelmysteriet (Whistling Bagpipes) (av Carolyn Keene)
42. 1716-17 Kitty hittar en skatt (Pine Hill) (av Carolyn Keene)
43. 1743-44 Kitty och den gamla fängelsehålan (99 Steps) (av Carolyn Keene)
44. 1774-75 Kitty och chiffermysteriet (Crossword Cipher) (av Carolyn Keene)
45. 1798-99 Kitty och spindelmysteriet (Spider Sapphire) (av Carolyn Keene)
46. 1830-31 Kitty och sjöodjuret (Invisible Intruder) (av Carolyn Keene)
47. 1857-50 Kitty och bönemattans hemlighet (Mysterious Mannequin) (av Carolyn Keene)
48. 1891-92 Kitty och den talande roboten (Crooked Bannister) (av Carolyn Keene)
49. 1919-20 Kitty och den mystiske trollkarlen (Mirror Bay) (av Carolyn Keene)
50. 1954-55 Kitty och den mystiska papegojan (Double Jinx) (av Carolyn Keene)
51. 1981-82 Kitty och det glödande ögat (Glowing Eye) (av Carolyn Keene)
52. 2015-16 Kitty och skelett-mysteriet (Forgotten City) (av Carolyn Keene)
53. 2041-42 Kitty och skräck-fåglarna (Strange Message in Parchment) (av Carolyn Keene)
54. 2075-76 Kitty och hästtjuven (Sky Phantom) (av Carolyn Keene)
55. 2101-02 Kitty och Krokodilöns hemlighet (Crocodile Island) (av Carolyn Keene)
56. 2135-36 Kitty och den 13:e pärlan (Thirteenth Pearl) (av Carolyn Keene) 1980, 1991
57. 2161-62 Kitty och ficktjuven (Triple Hoax) (av Carolyn Keene) 1981, 1991
58. 2195-96 Kitty och flygande tefatet (Flying Saucer) (av Carolyn Keene) 1981
59. 2223-24 Kitty och den gyllene skatten (Old Lace) (av Carolyn Keene) 1982
60. 2252-53 Kitty och det gåtfulla ansiktet (Greek Symbol) (av Carolyn Keene) 1982, 1990
61. 2277-78 Kitty och fallet i Venedig (Winged Lion) (av Carolyn Keene) 1983, 1990
62. 2303-04 Kitty och filmmysteriet (Race Against Time) (av Carolyn Keene) 1983, 1991
63. 2328 Kitty och den indiska ringen (Swami's Ring) (av Carolyn Keene) 1984
64. 2348 Kitty och flyktingmysteriet (Captive Witness) (av Carolyn Keene) 1984, 1991
65. 2364 Kitty och svarta gamen (Sinister Omen) (av Carolyn Keene) 1985
66. 2381 Kitty och det gamla porträttet (Ancient Disguise) (av Carolyn Keene) 1985
67. 2395 Kitty vid Andarnas berg (Kachina Doll) (av Carolyn Keene) 1985
68. 2410 Kitty och tjuvgömman (Enemy Match) (av Carolyn Keene) 1986
69. 2422 Kitty och videomysteriet (Mysterious Image) (av Carolyn Keene) 1986
70. 2435 Kitty och mystiska katten (Emerald-Eyed Cat) (av Carolyn Keene) 1987
71. 2445 Kitty och golfmysteriet (Silver Cobweb) (av Carolyn Keene) 1988
72. 2459 Kitty och utpressaren (Secrets Can Kill) (av Carolyn Keene) 1988
73. 2472 Kitty och trollpilen (Bluebeard Room) (av Carolyn Keene) 1989
74. 2490 Kitty och skidmysteriet (Murder on Ice) (av Carolyn Keene) 1989
75. 2491 Kitty och tidningsmysteriet (Smile & Say Murder) (av Carolyn Keene) 1989
76. 2500 Kitty och Bröderna Hardy i dubbelmysteriet (Nancy Drew and The Hardy Brothers In The Doublemystery) (av Carolyn Keene) (även utgiven med grön rygg)
77. 2503 Kitty får en utmaning (Buried Secrets) (av Carolyn Keene) 1990
78. 2519 Kitty och spöket i fönstret (Fenley Place) (av Carolyn Keene) 1990
79. 2520 Kitty och balettmysteriet (False Moves) (av Carolyn Keene) 1990
80. 2548 Kitty och den vilda hingsten (Misty Canyon) (av Carolyn Keene) 1991
81. 2547 Kitty och TV-mysteriet (Rising Stars) (av Carolyn Keene) 1991
82. 2528 Kitty och kidnappade discjockeyn (Disappearing Deejay) (av Carolyn Keene) 1991
83. 2529 Kitty och söderhavsmysteriet (Trouble in Tahiti) (av Carolyn Keene) 1991
84. 2584 Kitty och rockstjärnans gåta (Vanishing Act) (av Carolyn Keene) 1992
85. 2585 Kitty och vildmarksmysteriet (Seven Rocks) (av Carolyn Keene)
86. 2733 Kitty och det hundrade mysteriet (Secret in Time) (av Carolyn Keene) 1995
87. 2600 Kitty och den försvunna arvtagerskan (Missing Millionairess) (av Carolyn Keene) 1992
88. 2614 Kitty och grannflickans hemlighet (Suspect Next Door) (av Carolyn Keene) 1992
89. 2639 Kitty och den mystiska kattligan (Flirting with danger) (av Carolyn Keene) 1993
90. 2640 Kitty och skuggan ur det förflutna (Antique Trunk) (av Carolyn Keene) 1993
91. 2662 Kitty och värdshusets gåta (Artful Crime) (av Carolyn Keene) 1993
92. 2663 Kitty och mysteriet i Alaska (Trail of lies) (av Carolyn Keene) 1993
93. 2664 Kitty och fången på Rock Island (Hot Pursuit) (av Carolyn Keene) 1993
94. 2673 Kitty och det falska brevet (Poison Pen) (av Carolyn Keene) 1994
95. 2680 Kitty och maratonmysteriet (Running scared) (av Carolyn Keene) 1994
96. 2681 Kitty och den mystiske ryttaren (Masked Rider) (av Carolyn Keene) 1994
97. 2692 Kitty och skidortens hemlighet (Wrong Track) (av Carolyn Keene) 1994
98. 2693 Kitty och mysteriet i öknen (Secret at Solaire) (av Carolyn Keene) 1994
99. 2717 Kitty och mysteriet på akvariet (Crosscurrents) (av Carolyn Keene) 1995
100. 2718 Kitty och mysteriet vid drottningens hov (Queen's Court) (av Carolyn Keene) 1995
101. 2734 Kitty och cirkusartistens gåta (Dangerous Relations) (av Carolyn Keene) 1995
102. 2739 Kitty och konståkningsmysteriet (Cutting Edge) (av Carolyn Keene) 1995
103. 2740 Kitty och legenden om Henrietta Lee (Secret Lost at Sea) (av Carolyn Keene) 1995
104. 2759 Kitty och teatermysteriet (Stage Fright) (av Carolyn Keene) 1996
105. 2760 Kitty och telefonmysteriet (Hotline to Danger) (av Carolyn Keene) 1996
106. 2767 Kitty och mysteriet i Tokyo (Runaway Bride) (av Carolyn Keene) 1996
107. 2768 Kitty och fallet i Yellowstone (Instinct for Trouble) (av Carolyn Keene) 1996
108. 2787 Kitty och mysteriet i Paris (Picture of Guilt) (av Carolyn Keene) 1996
109. 2788 Kitty och El Diablos skatt (Haunted Mansion) (av Carolyn Keene) 1996
110. 2805 Kitty och flygplanssabotören (Flying Too High) (av Carolyn Keene) 1997
111. 2806 Kitty och det dolda tornets hemlighet (Royal Tower) (av Carolyn Keene) 1997
112. 2813 Kitty och såpoperans hemlighet (Anything For Love) (av Carolyn Keene) 1997
113. 2814 Kitty och mysteriet med de stulna böckerna (Rare Book) (av Carolyn Keene) 1997, 2010
114. 2830 Kitty och piraterna i Karibiska sjön (Captive Heart) (av Carolyn Keene) 1997
115. 2831 Kitty och ishallens hemlighet (Crystal Palace) (av Carolyn Keene) 1997
116. 2847 Kitty och den rubinröda gasellen (Ruby Gazelle) (av Carolyn Keene) 1998
117. 92848 Kitty och bröllopsmysteriet (Wedding Day Mystery) (av Carolyn Keene) 1998
118. 2858 Kitty och den försvunna delfinen (Natural Enemies) (av Carolyn Keene) 1998
119. 2859 Kitty och lotusblommans gåta (Strange Memories) (av Carolyn Keene) 1998
120. 2876 Kitty och den bortrövade pojken (Stolen Affections) (av Carolyn Keene) 1998
121. 2877 Kitty och den svarta rosen (Black Rose) (av Carolyn Keene) 1998
122. 2892 Kitty och mysteriet på Maui (Mystery in Maui) (av Carolyn Keene) 1999
123. 2893 Kitty och falskmyntarligan (Candlelight Inn) (av Carolyn Keene) 1999
124. 2922 Kitty och legenden om det försvunna guldet (Lost Gold) (av Carolyn Keene) 1999
125. 2923 Kitty och den gyllene kolibrin (Capital Intrigue) (av Carolyn Keene) 1999
126. 2932 Kitty och e-post mysteriet (E-Mail Mystery) (av Carolyn Keene) 2000
127. 92933 Kitty och damen med lyktan (Lantern Lady) (av Carolyn Keene) 2000
128. 2950 Kitty och stulna schackpjäserna (Captured Queen) (av Carolyn Keene) 2000
129. 2951 Kitty och mysteriet med gulddublonerna (Gold Doubloons) (av Carolyn Keene) 2000
130. 2970 Kitty Och det brända brevets gåta (Stranger in Shadows) (av Carolyn Keene) 2000
131. 2971 Kitty och julmysteriet (Twin Teddy Bears) (av Carolyn Keene) 2000
132. 2978 Kitty och dubbelbedragaren (Missing Horse) (av Carolyn Keene) 2001
133. 2979 Kitty och miljonvinsten (Chocolate Covered Contest) (av Carolyn Keene) 2001
134. 3000 Kitty och mysteriet på Dimmornas hed (Moorsea Manor) (av Carolyn Keene) 2001
135. 3015 Kitty och smaragdens gåta (Emerald Lady) (av Carolyn Keene) 2001
136. 93016 Kitty och mystiske stjärnskådaren (Secret in Stars) (av Carolyn Keene) 2001
137. 3033 Kitty och den gamla nyckelns gåta (Satin Pocket) (av Carolyn Keene) 2002
138. 3034 Kitty och stormjägaren (Tornado Alley) (av Carolyn Keene) 2002
139. 3061 Kitty och stulna brudslöjan (Vanishing Veil) (av Carolyn Keene) 2002
140. 3062 Kitty och träskmarkens hemlighet (Lost in Everglades) (av Carolyn Keene) 2002
141. 3079 Kitty och kristallfågelns gåta (Crystal Dove) (av Carolyn Keene) 2003
142. 3080 Kitty och fallet med den glömda sången (Lost Song) (av Carolyn Keene) 2003
143. 3117 Kitty och mysteriet i vargarnas rike (Mother Wolf) (av Carolyn Keene) 2003
144. 3118 Kitty och Dödsängeln (Crime Lab) (av Carolyn Keene) 2003
145. 3133 Kitty och mysteriet med den gröna ön (Bike Tour) (av Carolyn Keene) 2004
146. 3134 Kitty och den mystiska tjuven (Mistletoe Mystery) (av Carolyn Keene) 2004
147. 3172 Kitty och marionettdockans hemlighet (No Strings Attached) (av Carolyn Keene) 2004
148. 3173 Kitty på farlig kryssning (Great Lakes) (av Carolyn Keene) 2004
149. 3184 Kitty på farlig jakt (A Taste of Danger) (av Carolyn Keene) 2005
150. 3185 Kitty och fallet med de försvunna vargarna (Winter Wonderland) (av Carolyn Keene) 2005
151. 3217 Kitty Den man minst anar (Without a Trace) (av Carolyn Keene) 2005
152. 3218 Kitty Förvillande spår (A Race Against Time) (av Carolyn Keene) 2005
153. 3219 Kitty Falska toner (False Notes) (av Carolyn Keene) 2005
154. 3220 Kitty Fara på hög höjd (High Risk) (av Carolyn Keene) 2005
155. 3245 Kitty Farlig filminspelning (Lights, Camera...) (av Carolyn Keene) 2006
156. 3246 Kitty Dagbokens hemlighet (Action!) (av Carolyn Keene) 2006
157. 3265 Kitty Fånge i öknen (Stolen Relic) (av Carolyn Keene) 2007
158. 3266 Kitty De försvunna papegojorna (Scarlet Macaw Scandal) (av Carolyn Keene) 2007
159. 3276 Kitty På krigsstigen (Uncivil Acts) (av Carolyn Keene) 2007
160. 3277 Kitty Misstänkt sabotage (Secret of the Spa) (av Carolyn Keene) 2007
161. 3291 Kitty Stulna smaragder (Riverboat Ruse) (av Carolyn Keene) 2008
162. 3292 Kitty Legenden om klockan (Stop the Clock) (av Carolyn Keene) 2008
163. 3308 Kitty Ledtråd: Hawaii (Trade Wind Danger) (av Carolyn Keene) 2008
164. 3309 Kitty En sann mardröm (Bad Times, Big Crimes) (av Carolyn Keene) 2008
165. 3313 Kitty Prinsen och målningen (Framed) (av Carolyn Keene) 2009
166. 3314 Kitty Kidnappad (Dangerous Plays) (av Carolyn Keene) 2010

### Onumrerade
1. Kittys spökhistorier (Nancy Drew Ghost Stories 1, 2) (av Carolyn Keene) 1985, 1992
2. Dubbelvolym: Kitty och Det mystiska juvelskrinet och Kitty I det öde huset (The Clue In The Jewelbox and The Mystery In The Moss-Covered Mansion) (av Carolyn Keene) 1986 (även tidigare utgivna i separata böcker i dem numerade utgåvorna)
3. 9 fall för Kitty och Bröderna Hardy (Nancy Drew and The Hardy Boys - Supersleuths! 1, 2) (av Carolyn Keene och Franklin W. Dixon) 1986
4. Dubbelvolym: Kitty och Skräck-fåglarna och Kitty och Ficktjuven (The Strange Message In The Parchment and The Triple Hoax) (av Carolyn Keene) 1986 (även tidigare utgivna i separata böcker i dem numerade utgåvorna)
5. Kitty och den spanska medaljongen (Broken Anchor) (av Carolyn Keene) 1987, 1992
6. Kitty och jakten i skräckhuset (Haunted Carousel) (av Carolyn Keene) 1988, 1992
7. Kitty och den fasansfulla skepnaden (Phantom Of Venice) (av Carolyn Keene) 1989, 1992, 1997
8. Kitty och varuhusmysteriet (Joker's Revenge) (av Carolyn Keene) 1990
9. Kitty och Bröderna Hardy Det sjunkna piratskeppet (Nancy Drew and The Hardy Boys Super Mystery) (av Carolyn Keene) 1990
10. Kitty och den gyllene beviset (Silent Suspect) (av Carolyn Keene) 1991, 1994
11. Kitty och Bröderna Hardy Livsfarligt spår (Nancy Drew and The Hardy Boys Super Mystery: The Last Resort) (av Carolyn Keene) 1991
12. Trippelvolym: Kittys spännande sommar: Kitty och Flygmysteriet, Kitty och Konstmysteriet och Kitty och Seglarmysteriet (A Date With Deception, Portrait In Crime and Deep Secrets) (av Carolyn Keene) 1991, 1992, 1994
13. Kitty och den dyrbara fiolen (Secret In The Dark) (av Carolyn Keene) 1992
14. Kitty och den gröna tigern (Jade Tiger) (av Carolyn Keene) 1992
15. Kitty och Bröderna Hardy Farofylld färd (Nancy Drew and The Hardy Boys Supermystery High Survival) (av Carolyn Keene) 1992, 1998
16. Kitty och gyllene hästen (Tibetan Treasure) (av Carolyn Keene) 1993
17. Trippelvolym: Kitty i Europa: Kitty Terror i Grekland, Kitty Jaken i Rom och Kitty Mysteriet i Schweiz (Greek Odyssey, Rendezvous In Rome and Swiss secrets) (av Carolyn Keene) 1993, 1994, 1999
18. Kitty och nyhetsmysteriet (Update On Crime) (av Carolyn Keene) 1993, 1994
19. Kitty och modellmysteriet (A Talent For Murder) (av Carolyn Keene) 1994
20. Kitty och guldgruvans gåta (Miner's Creek) (av Carolyn Keene) 1994
21. Kitty och segelbåtsmysteriet (Making Waves) (av Carolyn Keene) 1995
22. Kitty och den persiska kattens gåta (Silver Persians) (av Carolyn Keene) 1995, 1996
23. Dubbelvolym: Kitty och varuhusmysteriet och Kitty och Den dyrbara fiolen (The Joker's Revenge and The Secret In The Dark) (av Carolyn Keene) 1996 (även tidigare utgivna i separata böcker)
24. Kitty och tivolits hemlighet (Illusions Of Evil) (av Carolyn Keene) 1996
25. Kitty och stumfilmens hemlighet (Silver Screen) (av Carolyn Keene) 1996
26. Kitty och spåkvinnans hemlighet (Fortune-Teller's Secret) (av Carolyn Keene) 1997
27. Kitty och Mysteriet på lyxhotellet (Hidden Meanings) (av Carolyn Keene) 1997
28. Dubbelvolym: Kitty och Jakten i skräckhuset och Kitty och Den gröna tigern (The Haunted Carousel and The Mystery Of The Jade Tiger) (av Carolyn Keene) 1997 (även tidigare utgivna i separata böcker)
29. Dubbelvolym: Kitty och nyhetsmysteriet och Kitty och modellmysteriet (Update On Crime and A Talent For Murder) (av Carolyn Keene) 1998 (även tidigare utgivna i separata böcker)
30. Kitty och Svarta änkans hemlighet (Kiss and Tell) (av Carolyn Keene) 1998
31. Trippelvolym: Kitty och De kusliga spökmysterierna: Kitty vid Andarnas berg, Kitty och spöket på Stora Skuggan och Kitty i det öde huset (The Kachina Doll Mystery, The Ghost Of Blackwood Hall and The Mystery At The Moss-Covered Mansion) 1998 (av Carolyn Keene) (även tidigare utgivna i separata böcker i dem numerade utgåvorna)
32. Kitty och reklamfilsmysteriet (Teen Model) (av Carolyn Keene) 1998, 2001
33. Kitty Cyberdetektiv på ch@t Café (Crime At The Ch@t Café) (av Carolyn Keene) 1998
34. Kitty och pumatjuvarna (Wild Cat Crime) (av Carolyn Keene) 1999
35. Kitty och Heartliners hemlighet (Floating Crime) (av Carolyn Keene) 2000
36. Kitty och den viskande havsgrottan (Whispers in Fog) (av Carolyn Keene) 2001
37. Kitty vid vampyrernas grotta (Forgotten Cave) (av Carolyn Keene) 2002
38. Kitty och kuppen mot konstskolan (Creative Crime) (av Carolyn Keene) 2003
39. Kitty och mysteriet på operan (Grand Opera) (av Carolyn Keene) 2004

### Lill-Kitty (Nancy Drew Notebooks)
1. Det hemska kalaset (The Slumber Party Secret) (av Carolyn Keene) 1995
2. Mysteriet med julklapparna (The Secret Santa) (av Carolyn Keene) 1996
3. Halsbandet som försvann (The Lost Locket) (av Carolyn Keene) 1995
4. Tjuven i balettskolan (Bad Day for Ballet) (av Carolyn Keene) 1996
5. Fotboll och fula trick (The Soccer Shoe Clue) (av Carolyn Keene) 1997
6. Glassmysteriet (The Ice Cream Scoop) (av Carolyn Keene) 1997
7. Den försvunna kameran (Trouble at Camp Treehouse) (av Carolyn Keene) 1998
8. Detektivtävlingen (The Best Detective) (av Carolyn Keene) 1998
9. Bus eller bovar? (Thanksgiving Surprise) (av Carolyn Keene) 1999
10. Iskalla knep (Not Nice on Ice) (av Carolyn Keene) 1999
11. Frimärksgåtan (Pen Pal Puzzle) (av Carolyn Keene) 2000
12. Muffinstjuven (The Puppy Problem) (av Carolyn Keene) 2000
13. Inga ledtrådar (Wedding Gift Goof) (av Carolyn Keene) 2001
14. Den mystiska nyckeln (Crazy Key Clue) (av Carolyn Keene) 2001
15. Vinterlovs-Mysteriet (Ski Slope Mystery) (av Carolyn Keene) 2002
16. Talangjakten Kitty|Talangjakten (Whose Pet is Best?) (av Carolyn Keene) 2002
17. Citronmysteriet (Lemonade Raid) (av Carolyn Keene) 2003
18. Hannas hemlighet (Hannah's Secret) (av Carolyn Keene) 2003
19. De mystiska lapparna (Clue in the Glue) (av Carolyn Keene) 2004
20. Den gömda dagboken (Hidden Treasures) (av Carolyn Keene) 2004
21. Tivolitjuven (Dare at the Fair) (av Carolyn Keene) 2005
22. De stulna örhängena (Lucky Horseshoes) (av Carolyn Keene) 2005
23. Monstertårtan (Trouble Takes the Cake) (av Carolyn Keene) 2006
24. Den försvunna kälken (Thrill on the Hill) (av Carolyn Keene) 2006
25. Filminspelningen (Lights! Camera! Clues!) (av Carolyn Keene) 2007
26. Misstänkt för bus (It's No Joke) (av Carolyn Keene) 2007
27. Papegoj-mysteriet (The Fine-Feathered Mystery) (av Carolyn Keene) 2008
28. Spöket på teatern (The Gumdrop Ghost) (av Carolyn Keene) 2008
29. Det lila fingeravtrycket (The Purple Fingerprint) (av Carolyn Keene) 2009
30. Boken som försvann (The Crook Who Took the Book) (av Carolyn Keene) 2009